# Jimmy le mystérieux
Pour l’article homonyme, voir Jimmy le mystérieux (film, 1928).
Pour plus de détails, voir Fiche technique et Distribution.
Jimmy le mystérieux (Alias Jimmy Valentine) est un film muet américain de Maurice Tourneur, sorti en 1915.
Il est basé sur la pièce de théâtre de 1910 portant le même titre, qui a ensuite été transformée à nouveau en films à en 1920 et 1928. La pièce était basée sur la nouvelle d'O. Henry, A Retrieved Reformation (en).

## Synopsis
Jimmy Valentine mène une double vie : il est un homme d'affaires respectable le jour, et il ouvre des coffres-forts la nuit. Un jour il défend Rose Fay alors qu'elle est insultée par Cotton, un de ses complices, et pour se venger ce dernier le dénonce à la police. Il est alors condamné à dix ans d'emprisonnement à Sing Sing.
Trois ans plus tard, alors que son père, le lieutenant-gouverneur Fay, inspecte la prison, Rose reconnaît Jimmy. Il la convainc qu'il a été injustement condamné et elle obtient son pardon. Sous le nom de Lee Randall, Jimmy devient bientôt le caissier à la banque de Fay. Il se tient à l'écart de ses anciens complices et assure Doyle, un policier qui a un mandat d'arrêt contre Valentine, qu'il n'est pas le célèbre cambrioleur. Lorsque la petite sœur de Rose se retrouve accidentellement enfermée dans le coffre de la banque, Jimmy reconnaît son identité en la sauvant. Rose intercède auprès de Doyle, qui détruit le mandat d'arrêt, et elle embrasse Jimmy.

## Fiche technique
- Titre original : Alias Jimmy Valentine

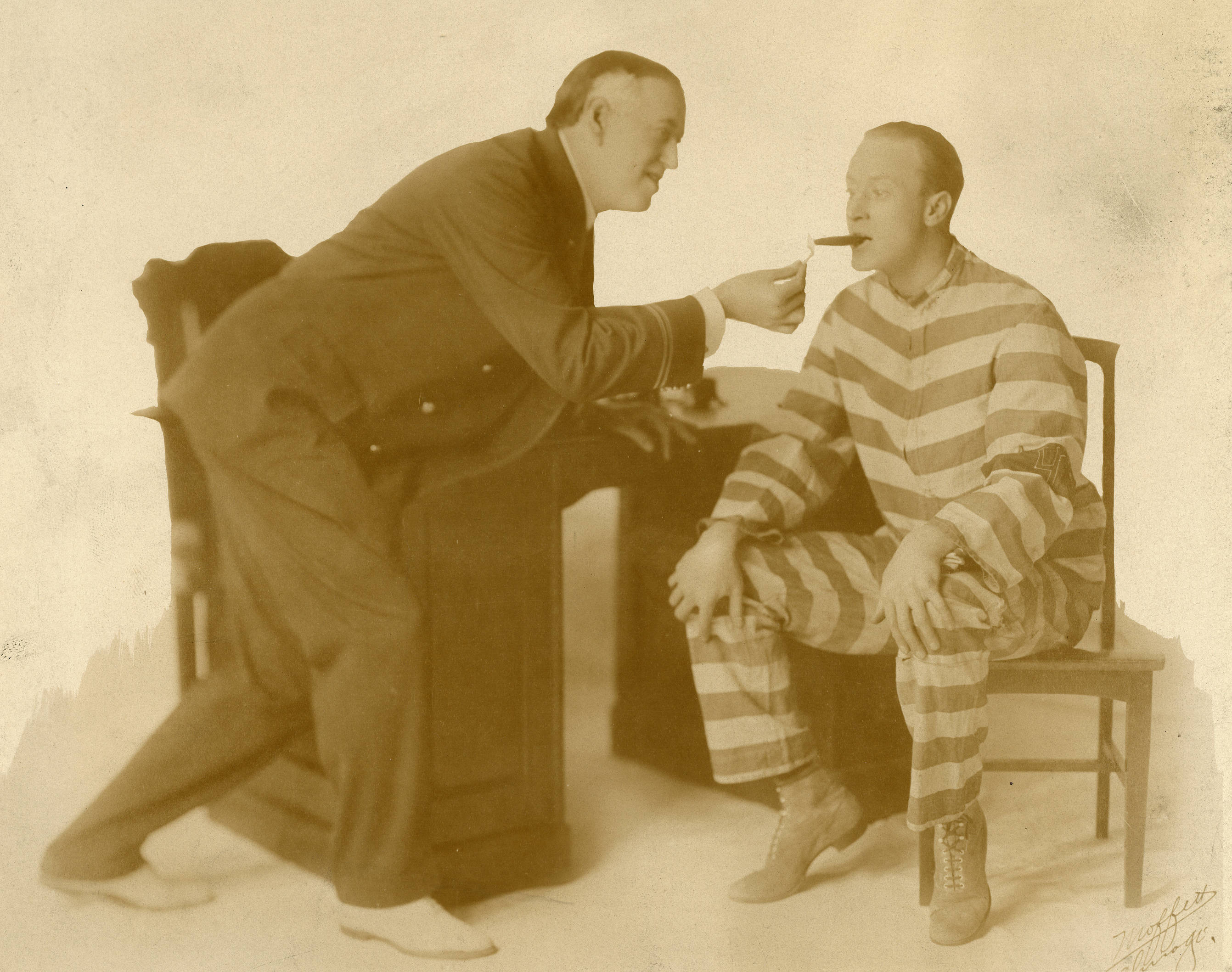
Une scène de la pièce de théâtre Alias Jimmy Valentine en 1911.

- Titre français : Jimmy le mystérieux
- Réalisation : Maurice Tourneur
- Scénario : Maurice Tourneur, d'après la pièce Alias Jimmy Valentine de Paul Armstrong, et la nouvelle A Retrieved Reformation (en) d'O. Henry
- Direction artistique : Ben Carré
- Photographie : John van den Broek
- Production exécutive : William A. Brady
- Société de production : World Film Corporation
- Société de distribution : World Film Corporation
- Pays de production :  États-Unis
- Langue originale : anglais
- Format : noir et blanc — 35 mm — 1,37:1 — Muet
- Genre : Film policier, drame, crime[1]
- Durée : 50 minutes (5 bobines)
- Date de sortie :
  - États-Unis : 22 février 1915
- Licence : domaine public

## Distribution
- Robert Warwick : Jimmy Valentine
- Robert Cummings : Doyle
- Alec B. Francis : Bill Avery
- Fred Truesdell : Lieutenant Gouverneur Fay
- Ruth Shepley : Rose Fay
- Johnny Hines : Red Joclyn
- David Flanagan : Cotton
- Walter Craven : Handler
- John Boone : Blinkey Davis
- Madge Evans : la petite sœur de Rose
- Nora Cecil (non créditée) : une infirmière

## Autour du film
- Le film a été tourné en partie à Sing Sing, et il a d'ailleurs été montré aux détenus en avant-première le 14 février 1915, car ils avaient aidé à la réalisation du film[2].